# IWGP Women's Championship
El IWGP Women's Championship (Campeonato Femenino de la IWGP, en español) es un campeonato femenino de lucha libre profesional, perteneciente a New Japan Pro-Wrestling (NJPW). El título es defendido exclusivamente en eventos producidos por NJPW, no sólo en Japón sino en todo el mundo, con luchadoras de la promoción hermana de NJPW, World Wonder Ring Stardom, como principales contendientes. La campeona actual es Sareee, quien se encuentra en su primer reinado.

## Historia
Desde que se fundó New Japan Pro-Wrestling en 1972, la empresa nunca ha tenido un campeonato femenino. El 29 de julio de 2022, el propietario de World Wonder Ring Stardom, Takaaki Kidani, anunció que las luchadoras de la empresa competirán por este primer campeonato femenino de la historia en el evento producido en conjunto por NJPW y Stardom, Historic X-Over, que tendrá lugar el 20 de noviembre de 2022.

### Torneo por el título
El 23 de agosto de 2022, en la conferencia de prensa del evento Historic X-Over, se anunciaron las fechas y lugares donde se llevaría a cabo el torneo inaugural por el título. El torneo contaría con siete luchadoras, con cuatro de ellas representando a Stardom y las otras tres provenientes del extranjero. El 27 de agosto de 2022, se decidió que cuatro representantes de algunos de los stables de Stardom competirían por las cuatro plazas disponibles. Las representantes fueron Giulia, Mayu Iwatani, Starlight Kid y Utami Hayashishita.
|  | Primera Ronda Royal Quest II (2 de octubre) IWGP Women's Championship First Round (22 de octubre) | Primera Ronda Royal Quest II (2 de octubre) IWGP Women's Championship First Round (22 de octubre) | Primera Ronda Royal Quest II (2 de octubre) IWGP Women's Championship First Round (22 de octubre) |                    |              | Semifinales Goddesses of Stardom Tag League 2022 Día 1 (23 de octubre) | Semifinales Goddesses of Stardom Tag League 2022 Día 1 (23 de octubre) | Semifinales Goddesses of Stardom Tag League 2022 Día 1 (23 de octubre) |  |              | Final Historic X-Over (20 de noviembre) | Final Historic X-Over (20 de noviembre) | Final Historic X-Over (20 de noviembre) |  |
|  |                                                                                                   |                                                                                                   |                                                                                                   |                    |              |                                                                        |                                                                        |                                                                        |  |              |                                         |                                         |                                         |  |
|  |                                                                                                   |                                                                                                   |                                                                                                   |                    |              |                                                                        |                                                                        |                                                                        |  |              |                                         |                                         |                                         |  |
|  | Mayu Iwatani                                                                                      | Mayu Iwatani                                                                                      | Pin                                                                                               |                    |              |                                                                        |                                                                        |                                                                        |  |              |                                         |                                         |                                         |  |
|  | Mayu Iwatani                                                                                      | Mayu Iwatani                                                                                      | Pin                                                                                               |                    |              |                                                                        |                                                                        |                                                                        |  |              |                                         |                                         |                                         |  |
|  | Momo Watanabe                                                                                     | Momo Watanabe                                                                                     | 12:35                                                                                             |                    |              |                                                                        |                                                                        |                                                                        |  |              |                                         |                                         |                                         |  |
|  | Momo Watanabe                                                                                     | Momo Watanabe                                                                                     | 12:35                                                                                             |                    | Mayu Iwatani | Mayu Iwatani                                                           | Pin                                                                    |                                                                        |  |              |                                         |                                         |                                         |  |
|  | 22 de octubre                                                                                     |                                                                                                   |                                                                                                   |                    | Mayu Iwatani | Mayu Iwatani                                                           | Pin                                                                    |                                                                        |  |              |                                         |                                         |                                         |  |
|  |                                                                                                   |                                                                                                   | Utami Hayashishita                                                                                | Utami Hayashishita | 14:51        |                                                                        |                                                                        |                                                                        |  |              |                                         |                                         |                                         |  |
|  | Utami Hayashishita                                                                                | Utami Hayashishita                                                                                | Utami Hayashishita                                                                                | Utami Hayashishita | 14:51        | Pin                                                                    |                                                                        |                                                                        |  |              |                                         |                                         |                                         |  |
|  | Utami Hayashishita                                                                                | Utami Hayashishita                                                                                |                                                                                                   |                    |              |                                                                        |                                                                        |                                                                        |  |              |                                         |                                         |                                         |  |
|  | Himeka                                                                                            | Himeka                                                                                            | 11:41                                                                                             |                    |              |                                                                        |                                                                        |                                                                        |  |              |                                         |                                         |                                         |  |
|  | Himeka                                                                                            | Himeka                                                                                            | 11:41                                                                                             |                    |              |                                                                        |                                                                        |                                                                        |  | Mayu Iwatani | Mayu Iwatani                            | Pin                                     |                                         |  |
|  |                                                                                                   |                                                                                                   |                                                                                                   |                    |              |                                                                        |                                                                        |                                                                        |  | Mayu Iwatani | Mayu Iwatani                            | Pin                                     |                                         |  |
|  |                                                                                                   |                                                                                                   | Kairi                                                                                             | Kairi              | 25:28        |                                                                        |                                                                        |                                                                        |  |              |                                         |                                         |                                         |  |
|  | Jazzy Gabert                                                                                      | Jazzy Gabert                                                                                      | Kairi                                                                                             | Kairi              | 25:28        | Pin                                                                    |                                                                        |                                                                        |  |              |                                         |                                         |                                         |  |
|  | Jazzy Gabert                                                                                      | Jazzy Gabert                                                                                      |                                                                                                   |                    |              |                                                                        |                                                                        |                                                                        |  |              |                                         |                                         |                                         |  |
|  | Ava White                                                                                         | Ava White                                                                                         | 10:34                                                                                             |                    |              |                                                                        |                                                                        |                                                                        |  |              |                                         |                                         |                                         |  |
|  | Ava White                                                                                         | Ava White                                                                                         | 10:34                                                                                             |                    | Jazzy Gabert | Jazzy Gabert                                                           | Pin                                                                    |                                                                        |  |              |                                         |                                         |                                         |  |
|  | 2 de octubre                                                                                      |                                                                                                   |                                                                                                   |                    | Jazzy Gabert | Jazzy Gabert                                                           | Pin                                                                    |                                                                        |  |              |                                         |                                         |                                         |  |
|  |                                                                                                   |                                                                                                   | Kairi                                                                                             | Kairi              | 12:24        |                                                                        |                                                                        |                                                                        |  |              |                                         |                                         |                                         |  |
|  |                                                                                                   |                                                                                                   | Kairi                                                                                             | Kairi              | 12:24        |                                                                        |                                                                        |                                                                        |  |              |                                         |                                         |                                         |  |
|  |                                                                                                   |                                                                                                   |                                                                                                   |                    |              |                                                                        |                                                                        |                                                                        |  |              |                                         |                                         |                                         |  |
|  |                                                                                                   |                                                                                                   |                                                                                                   |                    |              |                                                                        |                                                                        |                                                                        |  |              |                                         |                                         |                                         |  |
|  |                                                                                                   |                                                                                                   |                                                                                                   |                    |              |                                                                        |                                                                        |                                                                        |  |              |                                         |                                         |                                         |  |
|  |                                                                                                   |                                                                                                   |                                                                                                   |                    |              |                                                                        |                                                                        |                                                                        |  |              |                                         |                                         |                                         |  |

## Campeonas

### Campeona actual
La campeona actual es Sareee, quien se encuentra en su primer reinado como campeona. Sareee ganó el campeonato tras derrotar a la excampeona Syuri el 21 de junio de 2025 en The Conversion 2025.
Sareee no registra hasta el 17 de agosto de 2025 ninguna defensa televisada.

### Lista de campeonas
| N.º | Campeona      | Lucha                   | Lucha                   | Lucha                | Estadísticas | Estadísticas | Estadísticas      | Notas y referencias                                         |
| N.º | Campeona      | Fecha                   | Evento                  | Ubicación            | Reinado      | Días         | Defensas exitosas | Notas y referencias                                         |
| --- | ------------- | ----------------------- | ----------------------- | -------------------- | ------------ | ------------ | ----------------- | ----------------------------------------------------------- |
| 1   | Kairi         | 20 de noviembre de 2022 | Historic X-Over         | Tokio, Japón         | 1            | 90           | 1                 | Derrotó a Mayu Iwatani en la final de un torneo.            |
| 2   | Mercedes Moné | 18 de febrero de 2023   | Battle in the Valley    | San José, California | 1            | 64           | 1                 | [ 9 ]                                                       |
| 3   | Mayu Iwatani  | 23 de abril de 2023     | All-Star Grand Queendom | Yokohama, Japón      | 1            | 735          | 9                 | Este es el reinado más largo de la historia del campeonato. |
| 4   | Syuri         | 27 de abril de 2025     | All-Star Grand Queendom | Yokohama, Japón      | 1            | 55           | 1                 | Este es reinado más corto de la historia del campeonato.    |
| 5   | Sareee        | 21 de junio de 2025     | The Conversion 2025     | Tokio, Japón         | 1            | 57+          | 0                 | [ 12 ]                                                      |

### Total de días con el título
| + | Indica a la campeona actual |

| N.º | Campeona      | Reinados | Núm. defensas | Total de días |
| --- | ------------- | -------- | ------------- | ------------- |
| 1   | Mayu Iwatani  | 1        | 9             | 735           |
| 2   | Kairi         | 1        | 1             | 90            |
| 3   | Mercedes Moné | 1        | 1             | 64            |
| 4   | Sareee        | 1        | 0             | 57+           |
| 5   | Syuri         | 1        | 1             | 55            |